# Ndindi
Ndindi est une ville située dans le sud du Gabon. C'est le chef lieu du département de la Haute-Banio, dans la province de la Nyanga.

## Histoire
À l'origine, la ville de Ndindi est circonscrite au royaume de Loango qui s'étendait le long de la côte atlantique, entre le Cap Lopez et le Zaïre sur ce qui est aujourd'hui le quart Sud-Ouest de la République du Congo et le Sud du Gabon.

## Population
La ville de Ndindi compte près de 1 413 habitants, selon le recensement de 2013, pour une densité de population d'environ 0,8 hab./km2.

## Économie
Ndindi qui fait partie de la Nyanga regorge de richesses naturelles (pétrole, gaz, fer, et viviers halieutiques) permettant de contribuer significativement à l'économie locale et nationale.